# Chasminodes
Chasminodes é um gênero de traça pertencente à família Arctiidae.